# Sampo Koskinen
Sampo Koskinen  (Kirkkonummi, 1 maart 1979) is een Fins voormalig voetballer die als verdediger speelde.
Koskinen begon zijn loopbaan bij Honka waarvoor hij in vier periodes zou spelen en waar hij ook zijn spelersloopbaan besloot. Hij brak door bij Atlantis en speelde in 2002 een half seizoen in Nederland voor RBC Roosendaal, in het seizoen 2003/04 in Zweden voor IFK Göteborg en op huurbasis voor Boden en in 2007 in Noorwegen voor Sandefjord.
Met Honka werd Koskinen in 2008 en 2009 tweede in de Veikkausliiga, in 2005 werd de Ykkönen al gewonnen. Hij won in 2012 de Finse voetbalbeker nadat eerder in 2008 de finale verloren werd. In 2010 en 2011 won hij met zijn club de Liigacup. Bij het satellietteam van Honka, Pallohonka, werd hij in 2014 speler/assistent-trainer. Vanaf 2015 is hij assistent-trainer bij Honka. Koskinen was Fins jeugdinternational.